# Pietro (vescovo di Benevento)
Pietro (IX secolo – 914) è stato un vescovo italiano di Benevento dall'887 al 914.

## Biografia
Secondo gli «Annales Beneventani» Pietro venne eletto vescovo di Benevento nell'887 e il suo episcopato durò fino al 914.
Ferdinando Ughelli riferisce di aver visto nella biblioteca beneventana una pergamena, oggi perduta, di papa Formoso, del 30 gennaio 893, indirizzata al vescovo Pietro, nella quale si sottolineava la dipendenza della Chiesa di Siponto da quella di Benevento.
In quel periodo Leone VI il Saggio con numeroso esercito, guidato dal protospatario Simbatico, conquistò Benevento.
Il vescovo insieme ai cittadini riuscì a liberare la città ed in seguito gli fu affidato il governo della città. Guido di Spoleto preoccupato dagli eventi lo allontanò trovando rifugio a Salerno (902).
La sua tomba venne scoperta nell'ottobre del 1950, mentre si lavorava ad un restauro della cattedrale di Benevento, con lui una croce episcopale di oro puro e del peso di circa 55 grammi, con il nome  «Petrus»